# Aurel Dumitrașcu
Aurel Dumitrașcu (21 noiembrie 1955, Piatra Neamț, județul Neamț – 16 septembrie 1990, București) a fost un poet, memorialist, profesor și muzeograf român, recunoscut drept unul dintre cei mai importanți reprezentanți ai curentului optzecist și al postmodernismului în literatura română.

## Date biografice
A fost fiul lui Petre Dumitrașcu, silvicultor, și al Mariei Dumitrașcu (născută Ana).
A urmat studiile gimnaziale la Sabasa, pe cele liceale la Borca (1974), după care a absolvit Facultatea de Filologie a Universității „AIexandru Ioan Cuza” din Iași (1987).
Pe data de 16 septembrie 1990 se stinge din viață, înainte de a împlini 35 de ani, la spitalul Fundeni din București, secerat de leucemie.
Este înmormântat în satul natal, Sabasa, din Borca.

## Activitate
După absolvirea liceului a lucrat ca merceolog și profesor suplinitor, iar după absolvirea facultății ca profesor și muzeograf la Muzeul de Artă din Piatra Neamț (din 1989). A frecventat cenaclul „Junimea” al Muzeului Literaturii din Iași și „Cenaclul de Luni” al Facultății de Filologie a Universității din București în perioada 1983 - 1987. Debutul editorial a avut loc în 1984 cu volumul de poeme „Furtunile memoriei" (editura „Albatros”). A colaborat cu poeme la revistele „Tribuna”, „Dialog”, „Cronica”, „România literară”, „Luceafărul”, „Convorbiri literare” și altele.

## In memoriam
În anul 1994 Biblioteca Județeană „G. T. Kirileanu” Neamț în colaborare cu Consiliul Județean Neamț și Asociația Culturală „Conta”, a inițiat și organizat Concursul Național de Poezie (debut în volum) „Aurel Dumitrașcu”. Concursul s-a desfășurat până în 2003 după care, din cauza faptului că trei ediții consecutive organizatorii și juriul nu și-au dat acordul pentru a premia și publica volume care nu se susțineau valoric, concursul a fost întrerupt. La concurs pot participa autori români nedebutați în volum, din țară și din diaspora, a căror vârstă nu depășește 35 de ani împliniți.
Școala gimnazială din Sabasa (Borca) îi poartă numele. În Piatra Neamț (cartier Dărmănești) există o stradă cu acest nume.

## Volume publicate
- „Furtunile memoriei”, editura „Albatros”, 1984
- „Biblioteca din Nord”, editura „Cartea Românească”, 1986
- „Mesagerul”, editura „Canova”, 1992
- „Tratatul de eretică”, editura „Timpul”, 1995
- „Mesagerul”, opera poetică, editura "Timpul", 1997
- „Fiara melancolică”, 1999
- „Scene din viața poemului”, 2004
- „Divina Paradoxalia”, antologie, 2006
- „Cine merge în paradis”, 2010
- „Carnete maro”, jurnal, ediția I (2001-2005), ediția a II-a (2012) și ediția a III-a, editura „Cartea Românească”, 2019
- „Frig. Epistolar Aurel Dumitrașcu - Adrian Alui Gheorghe 1978 - 1990”, ediția I (2008) și ediția a II-a, editura „Charmides”, 2014
- „O mie și unu de picioare verzi”, antologie, 2018
- „Concert cu păpușa de cârpe”, editura „Tracus Arte”, București, 2015
- „Scrisori către T., corespondență inedită”, editura „Muzeul Literaturii Române”, București, 2015
- „Epistole inedite 1979 - 1990. Scrisori către Gellu Dorian și Lucian Vasiliu”, editura „Junimea”, 2015
- „Haimanaua Singurătate, epistole inedite”, editura „Muzeul Literaturii Române”, București, 2017
- „Poeme inedite – Lebăda care închide infernul”, editura „Muzeul Literaturii Române”, 2018
- „Corespondență inedită cu Liviu Antonesei și Nicolae Sava”, editura „Junimea”, 2019

## Antologii
- „Young Poets of a New Romania”, Forest Books, Londra, 1992
- „Antologia poeziei generației ’80”, editura „Vlasie”, 1993
- „Antologia poeziei române de la origini pînă azi”, editura „Paralela 45”, 1998
- „Romanian Poets of the '80s and ’90s”, editura „Paralela 45”, 1999

## Premii
- Premiul „Mihai Eminescu” al Asociației Scriitorilor din Iași pentru volumul „Biblioteca din Nord”
- Premiul Festivalului de Poezie de la Sighetul Marmației
- Premiul Festivalului „Nicolae Labiș”, Suceava

## Opinii critice
- Laurențiu Ulici în „România Literară”, nr. 5/1984
- Constanța Buzea în „Amfiteatru”, nr. 1/1985
- Val Condurache în „Contemporanul”, nr. 13/1985
- Radu Călin Cristea în „Familia”, nr. 4/1985
- Constantin Pricop în „Convorbiri literare”, nr. 5/1985
- Nichita Danilov în „Convorbiri literare”, nr. 4/1987
- Radu Săplăcan în „Astra”, nr. 4/1988
- Gheorghe Grigurcu, prezentare la volumul „Mesagerul”, editura „Timpul”, 1997[14]
- Alexandru Cistelecan, „Dicționarul scriitorilor români”, vol. II, D - L, editura „Fundației Culturale Române”, 1998[4]
- Marin Mincu, „Poezia română actuală. O antologie comentată„, vol. I, editura „Pontica”, 1998[15]
- Ion Bogdan Lefter, „Scriitori români din anii '80 - '90”, dicționar bio-bibliografic, volumul I, A - F, editura „Paralela 45”, 2000
- Nicolae Manolescu, „Istoria critică a literaturii române. 5 secole de literatură”, editura „Paralela 45”, 2008
- Marian Popa, „O istorie a literaturii române de azi pe mâine”, volumul II, editura „Semne”, 2009